# 1641

## Esdeveniments
Països Catalans
- 16 de gener - Barcelona: Els Braços Generals, presidits per Pau Claris accepten la proposta d'establir la República Catalana sota la protecció de França, tot i que al cap d'una setmana hauran de reconèixer la sobirania de Lluís XIII (guerra dels Segadors).
- 23 de gener - Catalunya: al cap d'una setmana d'haver acceptat la República Catalana, els Braços Generals es veuen obligats -per poder mantenir el suport francès- a proclamar Lluís XIII de França com a comte de Barcelona.
- 26 de gener - Barcelona: les tropes franceses i catalanes derroten a Montjuïc l'exèrcit castellà de Felip IV (batalla de Montjuïc, Guerra dels Segadors).

Resta del món
- Invenció del termòmetre
- Comtat de Flandes - Publicació de la Flandria Illustrata d'Antoon Sanders

## Naixements
Països Catalans
Resta del món
- 7 de setembre - Japó: Tokugawa Ietsuna, 35è shogun

## Necrològiques
Països Catalans
- 27 de febrer - Barcelona: Pau Claris, polític i eclesiàstic, president de la Generalitat de Catalunya.

Resta del món
- 13 de desembre, Moulins, Alier: Jeanne-Françoise Frémiot de Chantal, religiosa i santa francesa, fundadora de l'Orde de la Visitació (n. 1572).[1]